# Bős
Bős (szlovákul: Gabčíkovo, korábban Beš) város Szlovákiában, a Nagyszombati kerület Dunaszerdahelyi járásában.

## Fekvése
Bős Dunaszerdahelytől 12 km-re délre, a Duna bal partjának közelében, a Csiliz-patak partján fekszik. A bősi vízierőmű alvízcsatornája és a Duna főága közötti sziget déli része is Bőshöz tartozik.
Nyugatról Baka, északról Nyékvárkony, délkeletről Csilizpatas, Balony, Csiliznyárad és Szap, délnyugatról pedig Lipót és Ásványráró községekkel határos. Délnyugati határát (mely egyben országhatár is) a Duna alkotja. Bős a Dunaszerdahelyi járás 3. legnagyobb területű és 4. legnépesebb települése.
Bőst az 506-os út köti össze a medvei Duna-híddal (15 km), valamint Bacsfával (22 km). Az 507-es út Dunaszerdahely (11 km) felé teremt összeköttetést Nyékvárkonyon keresztül. Mellékút köti össze Csilizradvánnyal (12 km) és a vízierőművel (3 km).
Bőshöz tartoznak Feketeerdő (Čierny les), Kotliba és Tejke majorok.

## Élővilága
Bősön 1934-ben 26 gólyafészket tartottak nyilván, 1954-ben kilencet, 1968-ban ötöt, 1974-ben négyet, 1984-ben hármat, 1988-ban már csak kettőt. Ma összesen négy fészekhelyről tudnak, de 2024-ben csak a tűzoltóság közelében lévő fészekben volt költés.

## Nevének eredete
Neve az ősmagyar bő főnévből származik, amely törzsfőt, nemzetségfőt jelent. Szlovák nevét 1948-ban Jozef Gabčíkról, az ellenállási mozgalom szlovák hőséről kapta, aki a Heydrich elleni sikeres prágai merénylet után tűzharcban esett el.

## Története
Területén már a honfoglalás után megtelepedtek a magyar törzsek. Határában feküdt a középkorban Árpád és Árpádsoka falu, melyek Árpád legnyugatibb szállásváltó települései voltak. A falu ősi település, melyet már a 12. század elején (1102-ben) említenek, mint besenyő határőrtelepülést. 1264-től az Amadék birtoka. 1332-ben a pápai tizedjegyzékben Bess néven szerepel. 1468-ban Mátyás királytól vásártartási jogot kapott. 1553-ban 23 adózó porta volt a faluban. 1565-ben Magyar- és Német-Bös néven két községként szerepel. 1796-ban már mezővárosként említik. Az Amadék helyébe 1845-ben a báró Üchtritz család lépett a település birtokosai közé. 1849-ben határában kisebb csata zajlott. A települést 1850-ben, 1862-ben, 1876-ban és 1878-ban árvíz öntötte el.
Vályi András szerint "BŐS. Elegyes Mező Város Poson Vármegyében, földes Urak Gróf Amade Uraság, lakosai katolikusok, fekszik Csalóköz Szigetében, Csiliz vizétöl körűl vétettetve; határja jó tulajdonságokkal megáldattatott, eladásra is alkalmatos módgyok lévén, első Osztálybéli."
Fényes Elek szerint "Böös, magyar mező-város, Pozsony vármegyében, a Csiliz vize mellett, Pozsonyhoz 6 mfd. Van itt egy kath. paroch. templom, gr. Amadénak nagy kiterjedésü kastélya, sánczokkal körülvétetve, mellette egy szép angolkertje, mellyet a Csiliz vize foly keresztül; vendégfogadó, ménes és tehenészet. – Főgazdasága tágas réteiben, legelőjében áll; a honnan a lakosok nemcsak sok szarvasmarhákat, lovakat tartanak, hanem ezenfelül szénáért is tetemes summa pénzt vesznek be. Egyébiránt a szénájok nem a legjobb s idegen marha nehezen eszi meg. Lakja 2001 kath., 7 evang., 3 ref., 16 zsidó. F. u. az Amade örök."
A trianoni békeszerződésig Pozsony vármegye Dunaszerdahelyi járásához tartozott.
1928-ban Kotlibamajoron szlovák kolóniát létesítettek, összesen 5 család vásárolt az Amade család birtokából gazdaságot. A kolónia nagysága kérdéses, a telepesek között valószínűleg maradékbirtokosok is voltak.
1938 és 1944 között – az I. bécsi döntés következtében – ismét magyar fennhatóság alá került.
A rendszerváltás után határában menekülttábort létesítettek.

## Népessége
| Év:            | 1994. | 2004.   | 2014.   | 2024.   |
| -------------- | ----- | ------- | ------- | ------- |
| Emberek száma: | 4971  | 5117    | 5397    | 5290    |
| Eltérés:       |       | +2,93 % | +5,47 % | -1,98 % |

| Év:            | 2023. | 2024.   |
| -------------- | ----- | ------- |
| Emberek száma: | 5268  | 5290    |
| Eltérés:       |       | +0,41 % |

1910-ben 2823 lakosából 2805 magyar volt.
2011-ben 5361 lakosából 4711 magyar és 580 szlovák volt.
2021-ben 5232 lakosából 4217 (+106) magyar, 727 (+102) szlovák, 1 ruszin, 49 (+5) egyéb és 238 ismeretlen nemzetiségű volt.

## Önkormányzat
A bősi önkormányzat élén a polgármester (Fenes Iván) és az alpolgármester (Mészáros Árpád) áll. A városi képviselőtestület 12, a városi tanács 4 tagú.
Bős jelképei a zászló és a címer, melyeket 1995. június 15-én szenteltek fel. A zászló hét sávból áll és fecskefarokban végződik, színei sötétkék-sárga-zöld-sárga-zöld-sárga-sötétkék. Címerében kék alapon zöld talajból három sárga sás nyúlik fel, ez a község természeti adottságaira utal.

## Oktatás, kultúra, társadalmi szervezetek

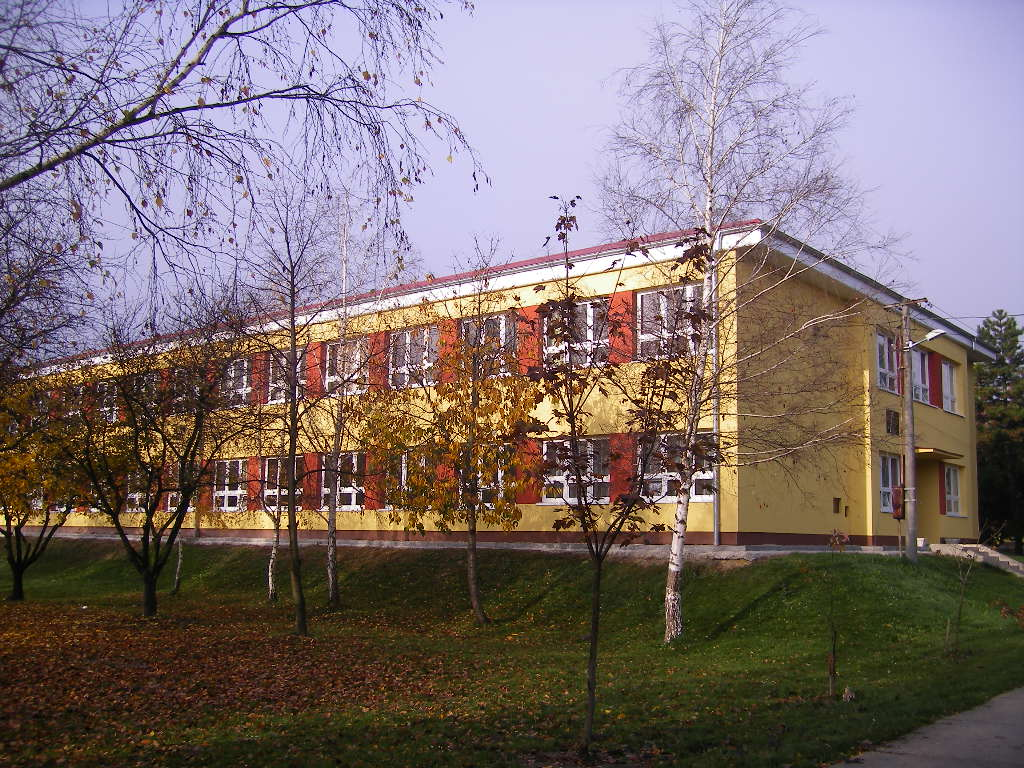
Az Amade László Alapiskola

- Alapiskola – a városban magyar és szlovák nyelvű alapiskola működik, előbbi Amade László nevét viseli.[13]
- Művészeti Alapiskola.
- Önkéntes Tűzoltóság – 1889-ben alakult meg.[14]
- Csemadok-alapszervezet – 1950. február 12-én alakult meg.[15] 1971 óta működik a Csemadok keretében a Kék Duna Vegyeskar.
- A bősi Afium zenekar.

## Nevezetességei

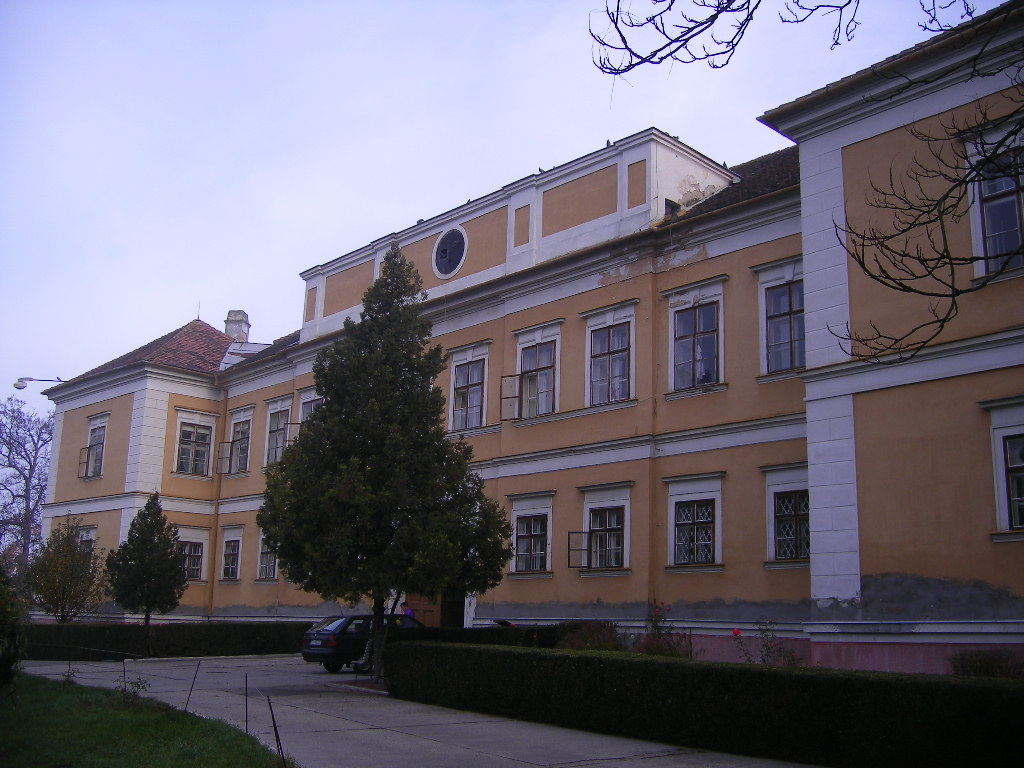
A bősi kastély

- Antiochiai Szent Margitnak szentelt katolikus temploma a 14. században épült gótikus stílusban, a 15. század végén átalakították, majd 1770-ben Amade László támogatásával barokk stílusban átépítették. Az átépítés emlékét őrzi a bejárat feletti emléktábla és az Amadék címere a templom falában.
- A templom kertjében számos szobor található:
  - Páduai Szent Antal szobrát 1899-ben emelték, 1990-ben helyreállították;
  - Nepomuki Szent János szobra barokk stílusú, talapzatán a szent halálát ábrázoló domborművel;
  - Szent Vendel szobrát az 1811-es marhavész után állították és 1892. szeptember 8-án szentelték újjá;
  - Szűz Mária oszlopon álló szobrát 1892-ben újíttatták fel;
  - Barokk Pieta-szobor, talapzatán az Amade család címerével.
- A község főterének névadója az 1890. augusztus 20-án emeltetett Szentháromság-szobor.
- Az Amade-várkastély elődje egy 15. századi vízivár volt, melyet a 17. században reneszánsz kastéllyá, majd a 18. század második felében gr. Amade Tádé barokk tornyos kastéllyá alakíttatott át. A festői kastélypark a Csiliz-patak két partján terül el. A hagyomány szerint a kastély déli bástyájának emeletén szülte Mária Terézia II. Józsefet. A parkban strandfürdő található.
- A Tájházban gazdag néprajzi gyűjtemény látható.
- Zsinagógáját a 19. század végén építették, de zsidó közössége 1944-ben elpusztult.
- Határában található (az egykori Tejkemajor közelében, a faluközponttól 3 km-re) a bősi vízierőmű turbinarendszere, a víztározó és a felvízcsatorna. A vízierőmű gátján vezet a dunai szigetre vezető út.

### Emlékművek, szakrális kisemlékek
- A második világháború és a holokauszt áldozatainak emlékműve a községháza előtt áll.
- A temetőben álló nagykeresztet 1892. szeptember 8-án emelték.
- Az első világháború emlékműve a Szentháromság téren található.
- Útmenti fakeresztek állnak a Nyárad és a Baka felé vezető utak mentén is.
- A honfoglalás 1100. évfordulójára a Csemadok-székház előtt homokkő emlékművet emeltek (Ferdics Gábor alkotása).
- A művelődési ház melletti parkban áll a magyar államalapítás millenniumára emelt, turulmadaras emlékmű.[16]
- Szent Flórián szobra.

## Képtár

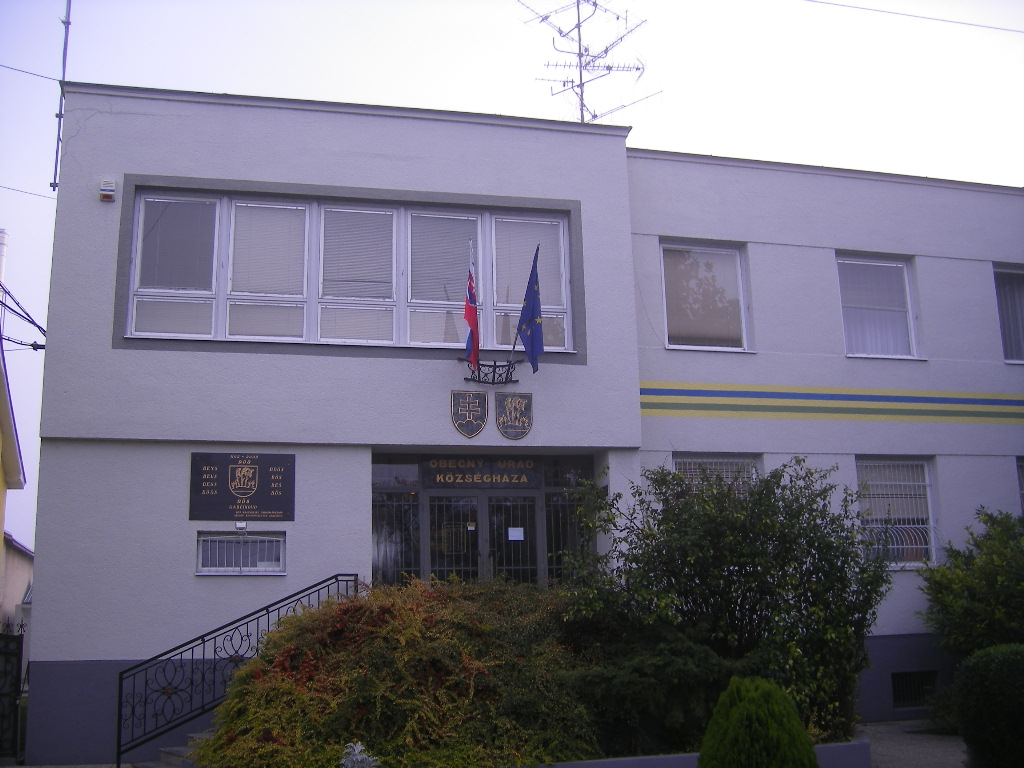
Városháza
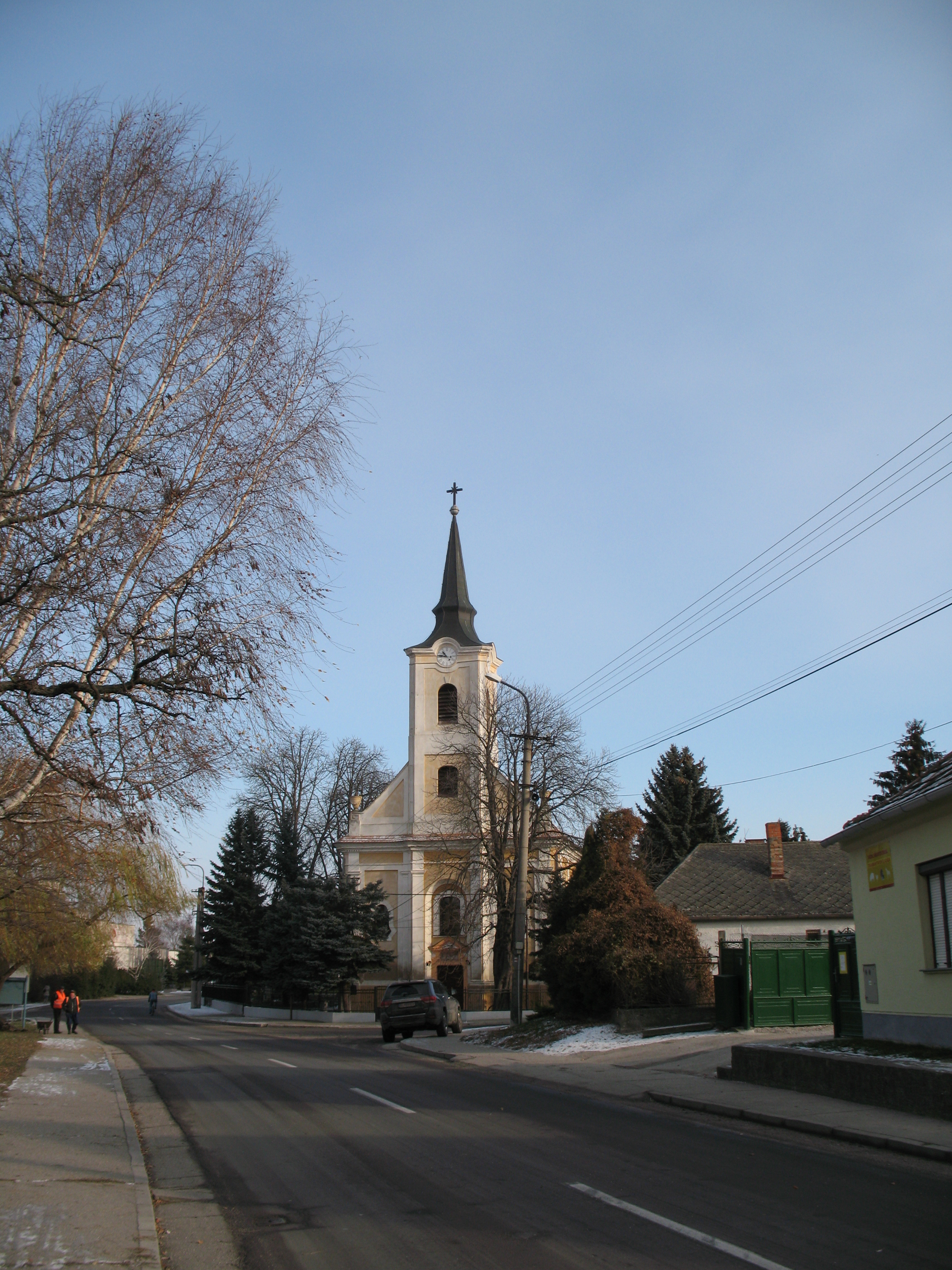
Katolikus templom
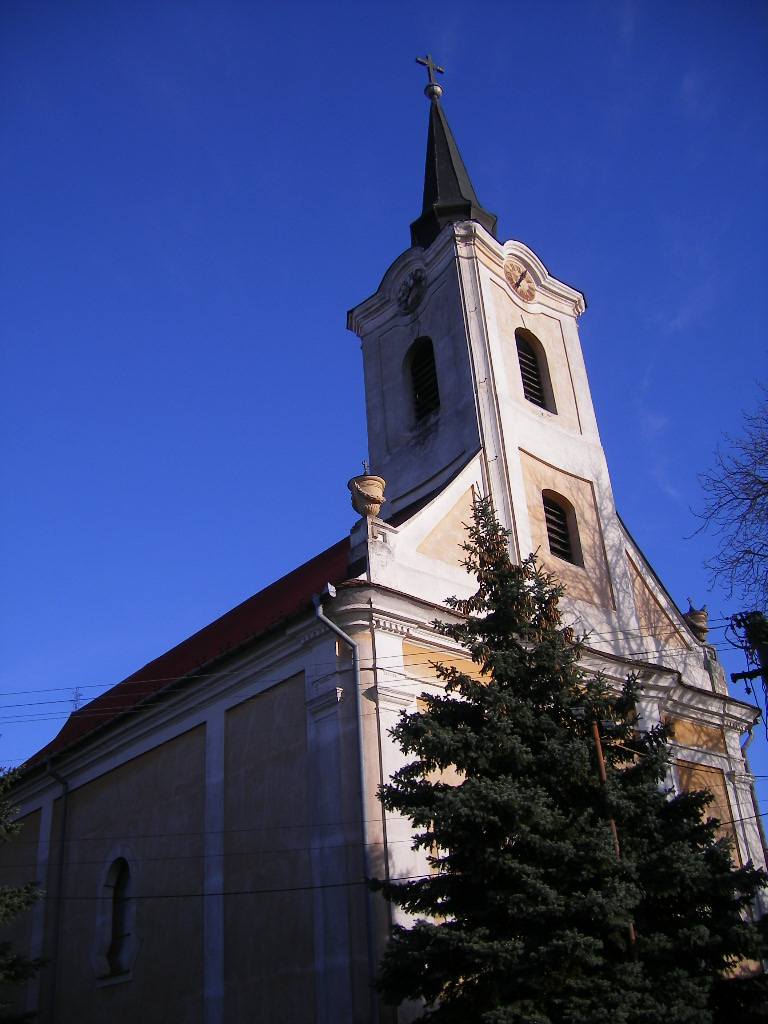
Katolikus templom
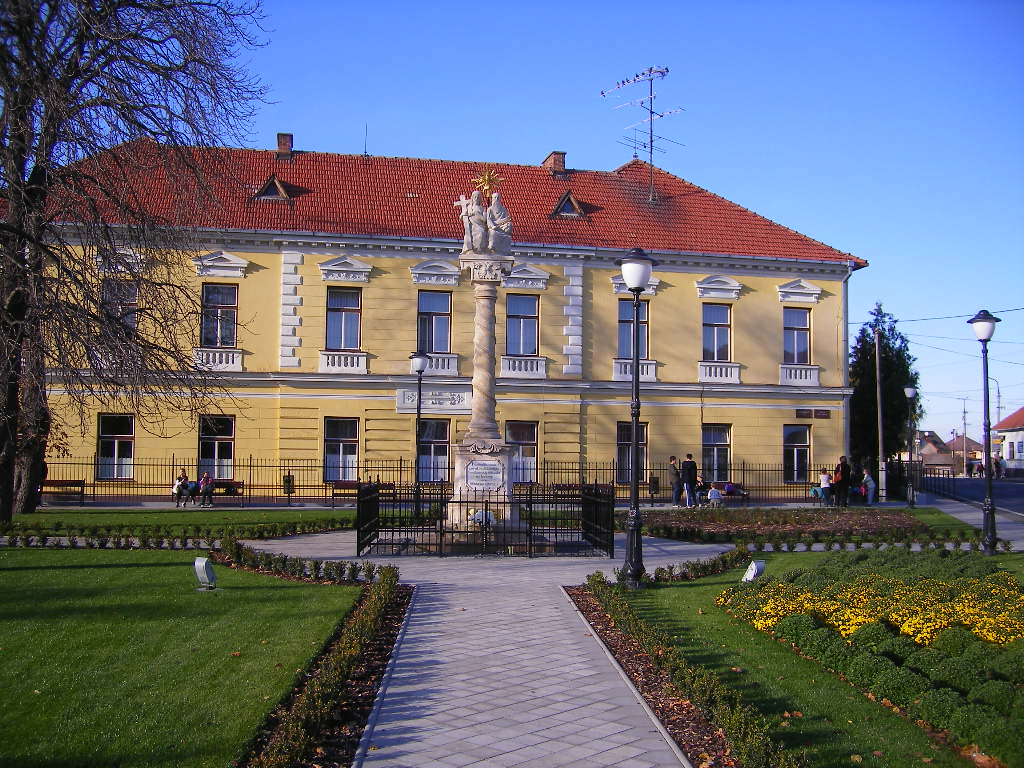
Szentháromság tér
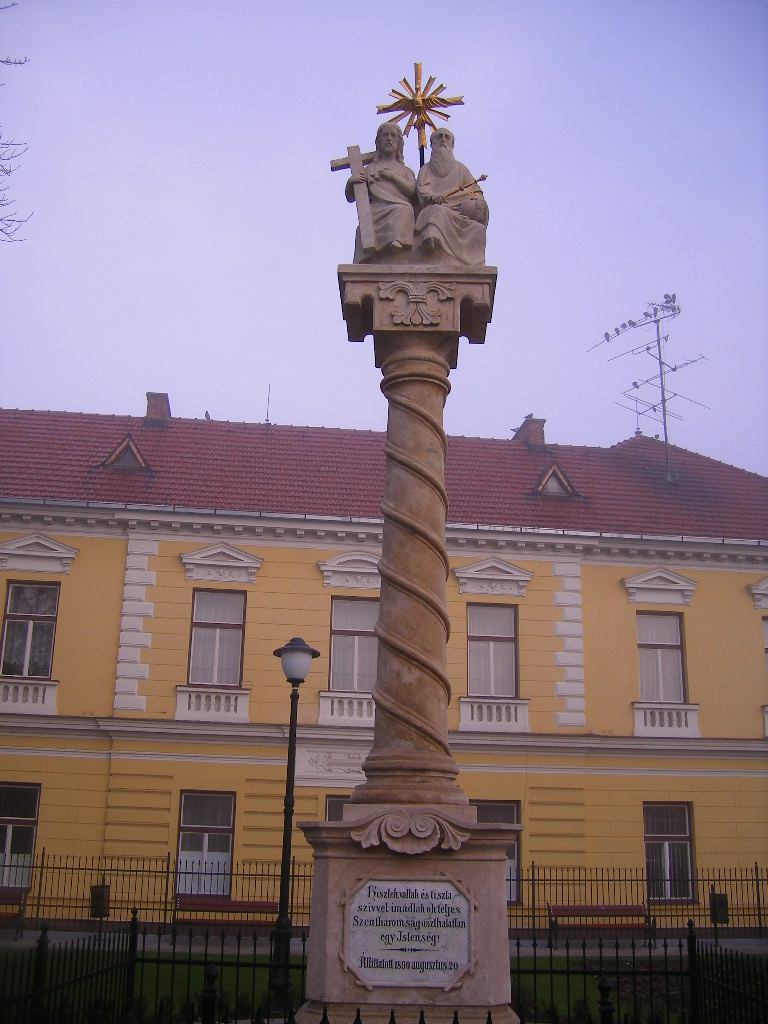
Szentháromság-szobor
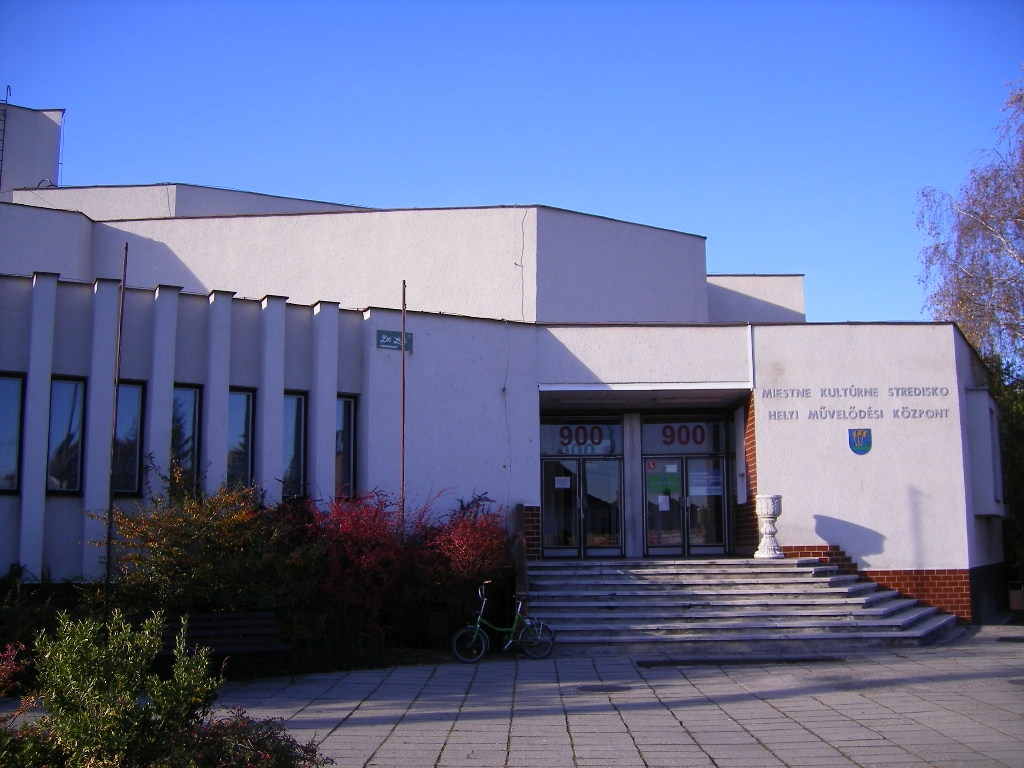
Művelődési központ
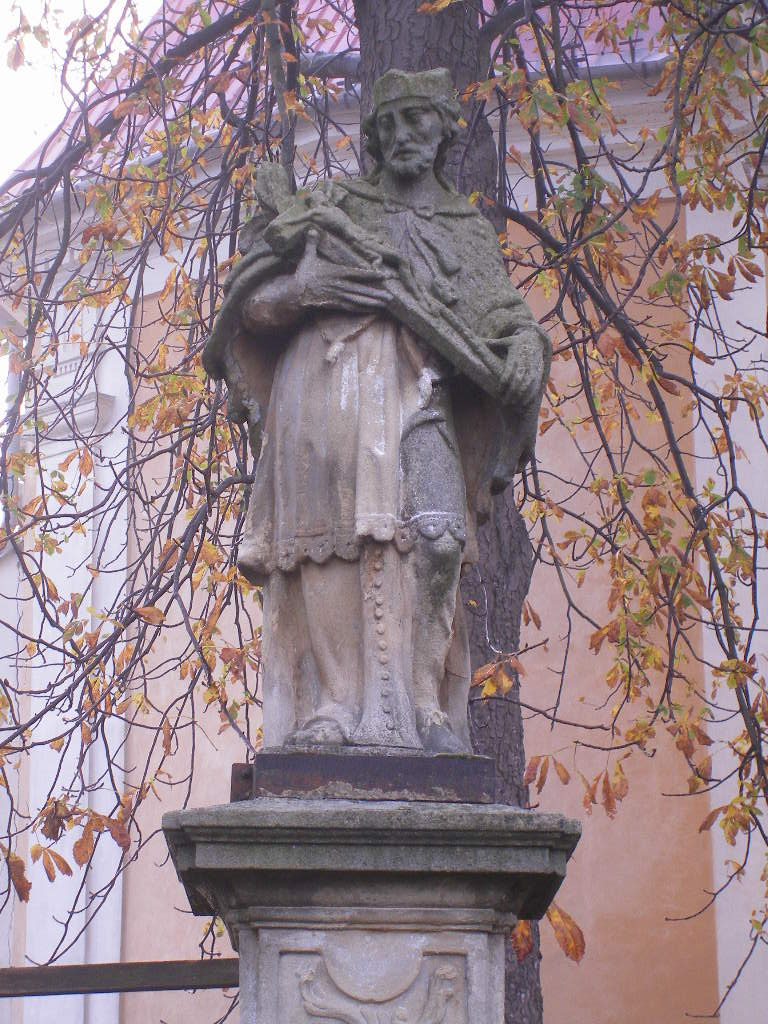
Nepomuki Szent János szobra
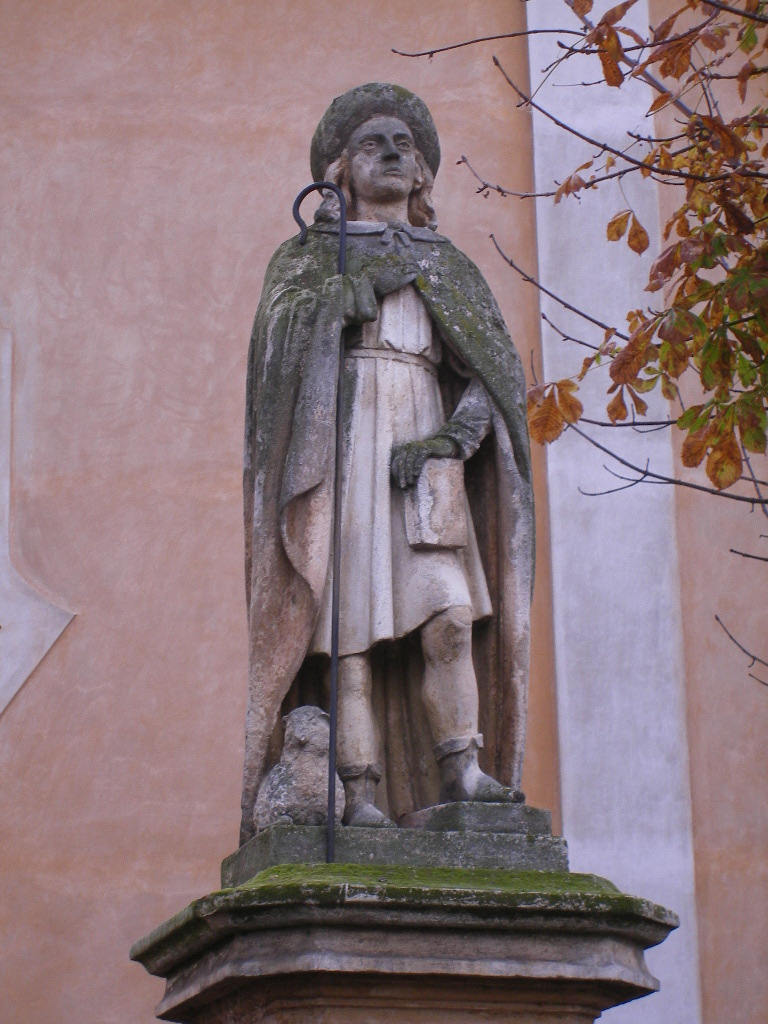
Szent Vendel szobra
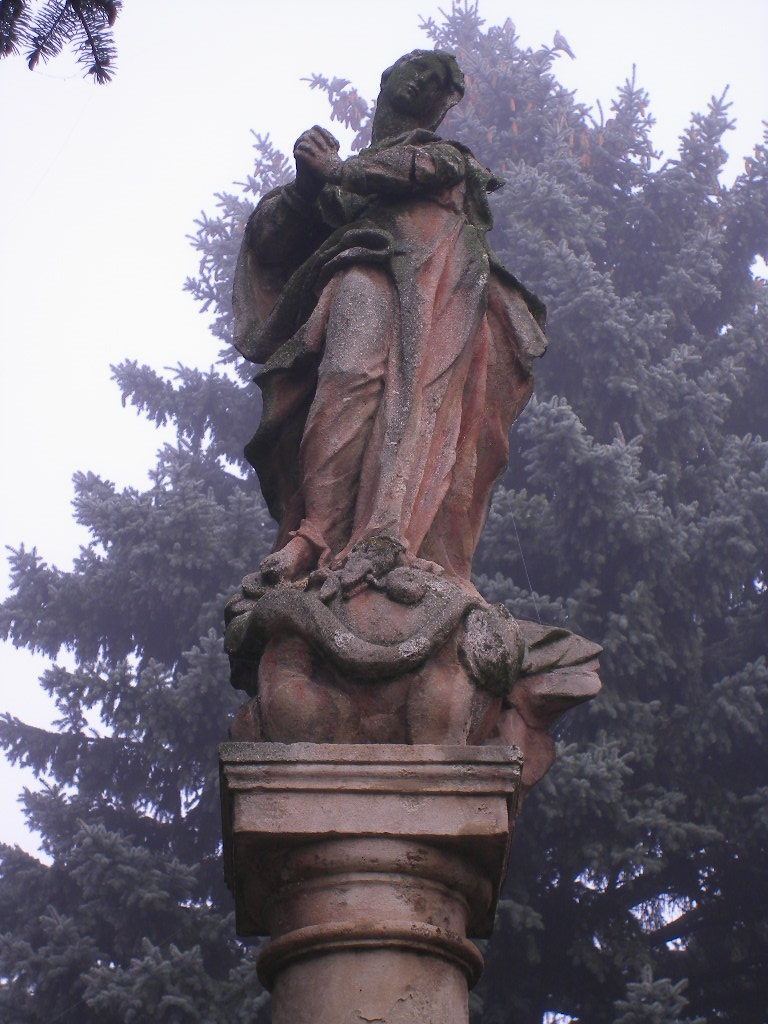
Szűz Mária-oszlop
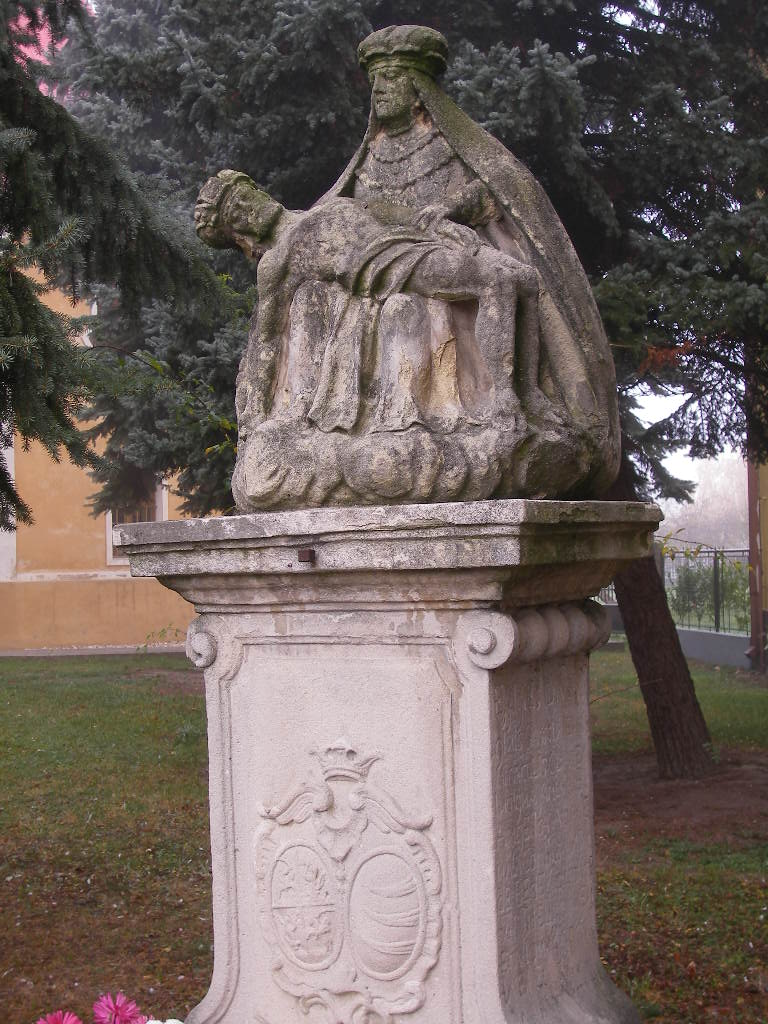
Barokk pieta
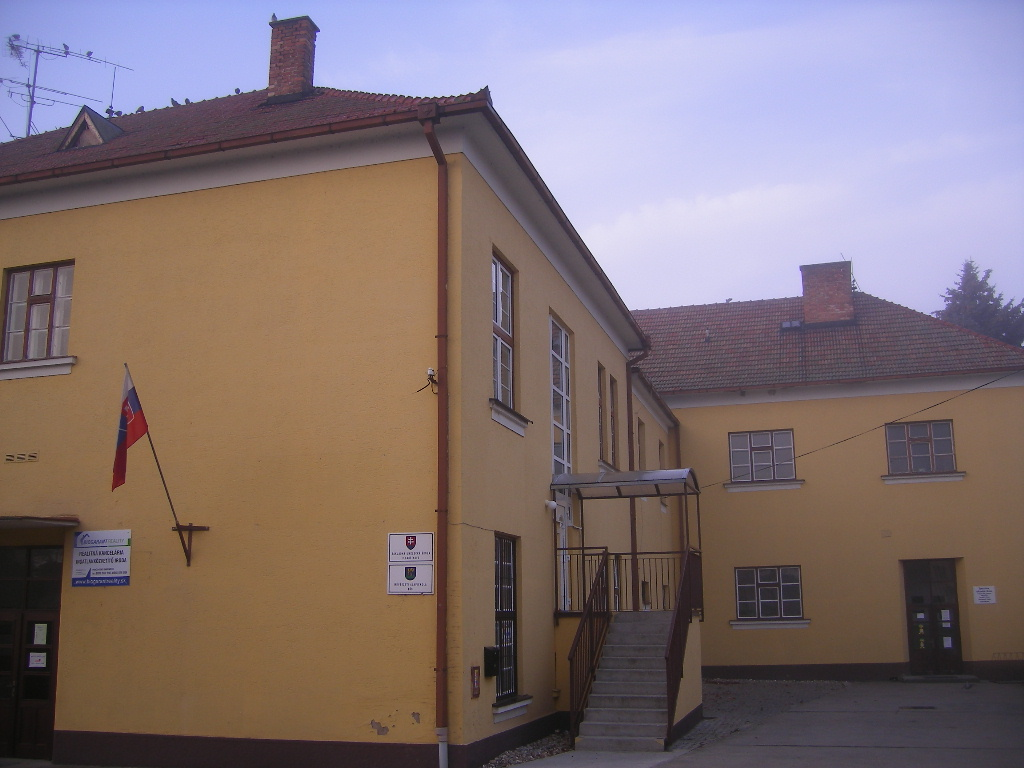
Művészeti alapiskola
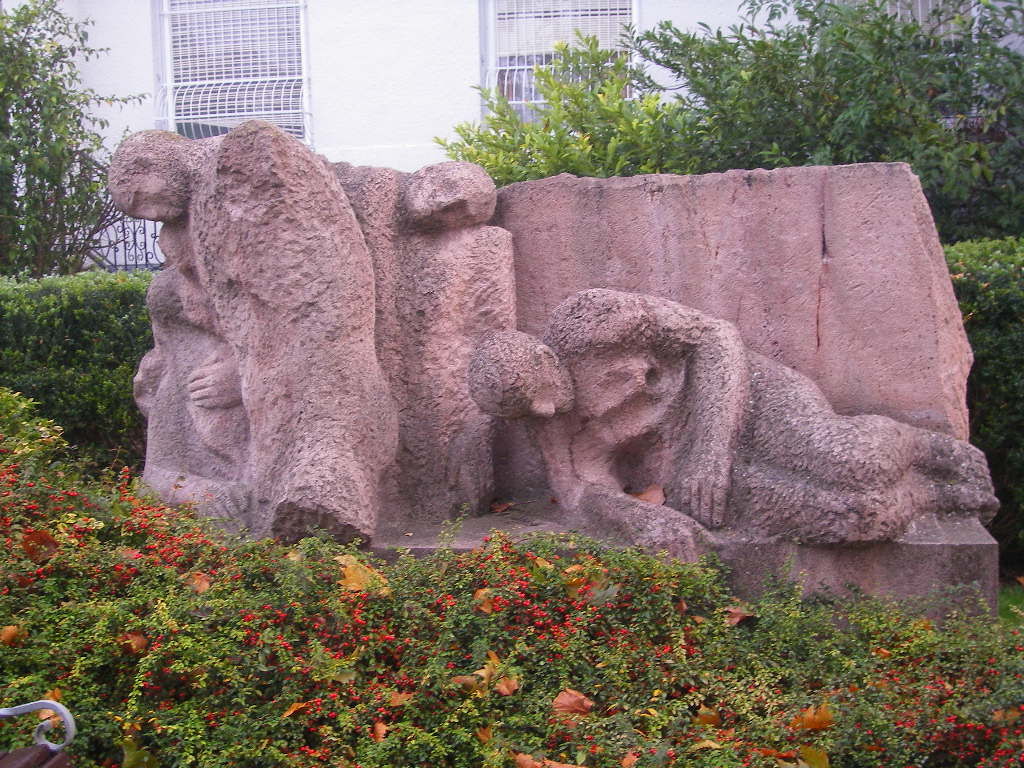
A második világháború áldozatainak emlékműve
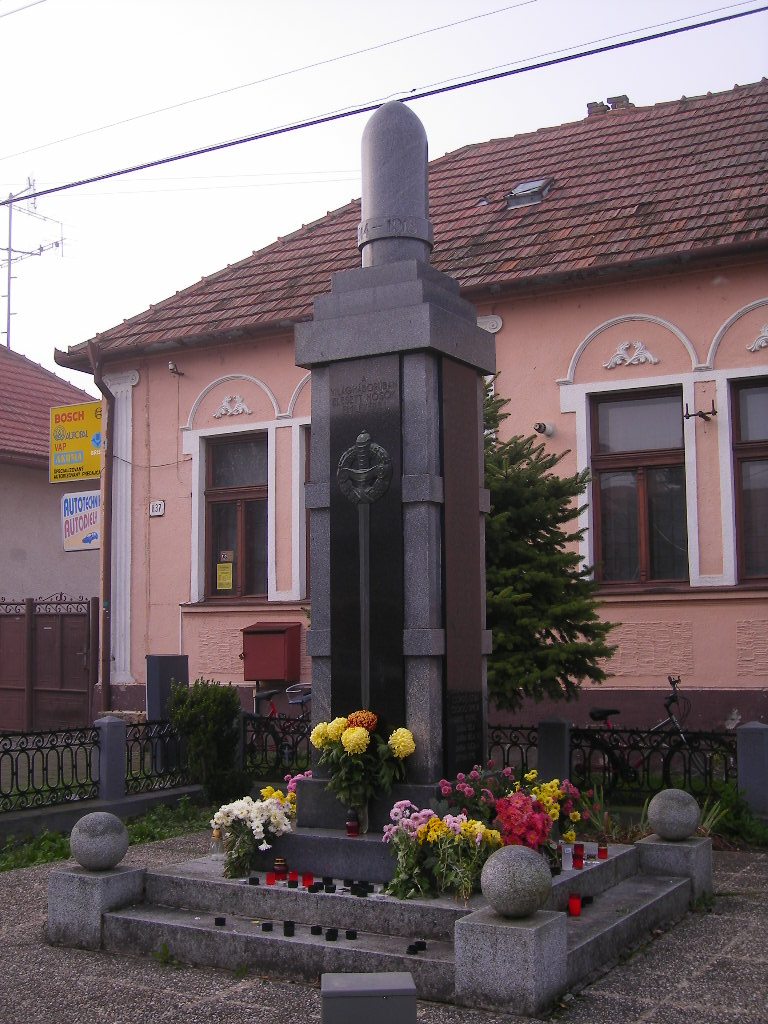
Az első világháború áldozatainak emlékműve
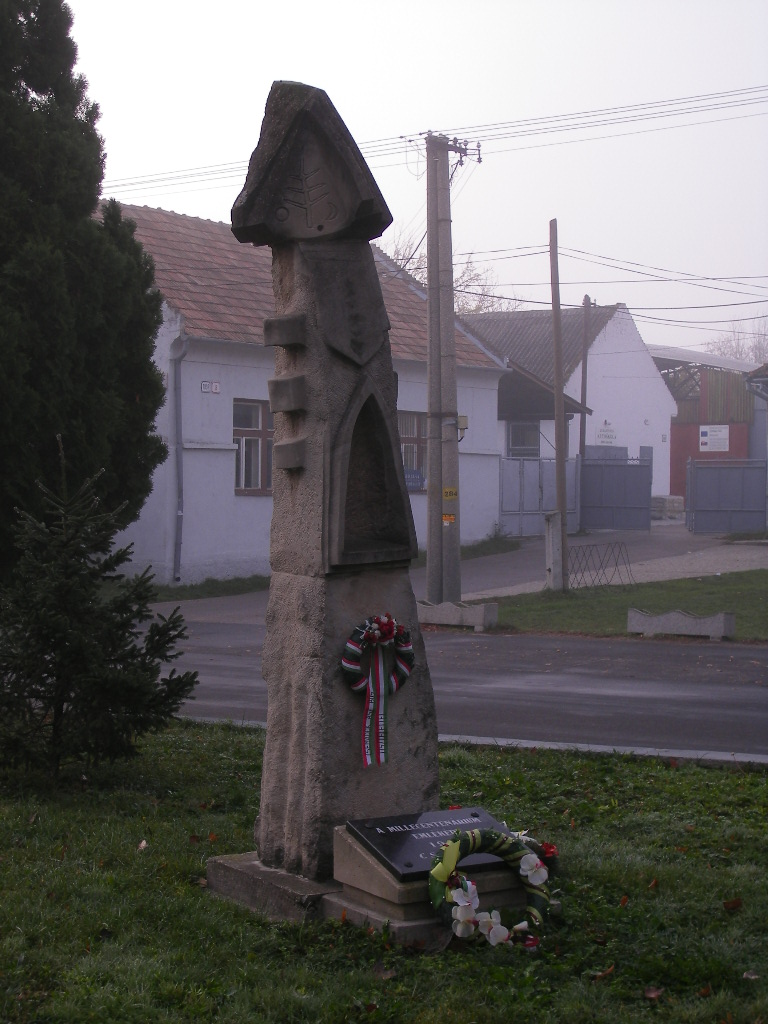
Millecentenáriumi emlékmű
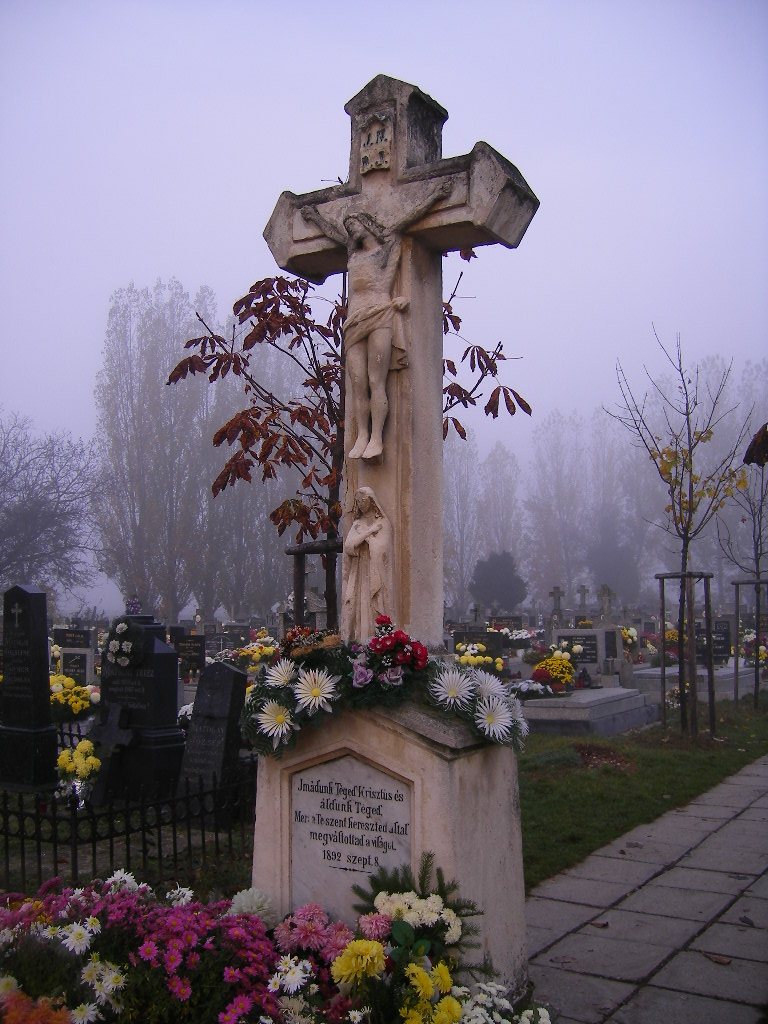
Temetői nagykereszt
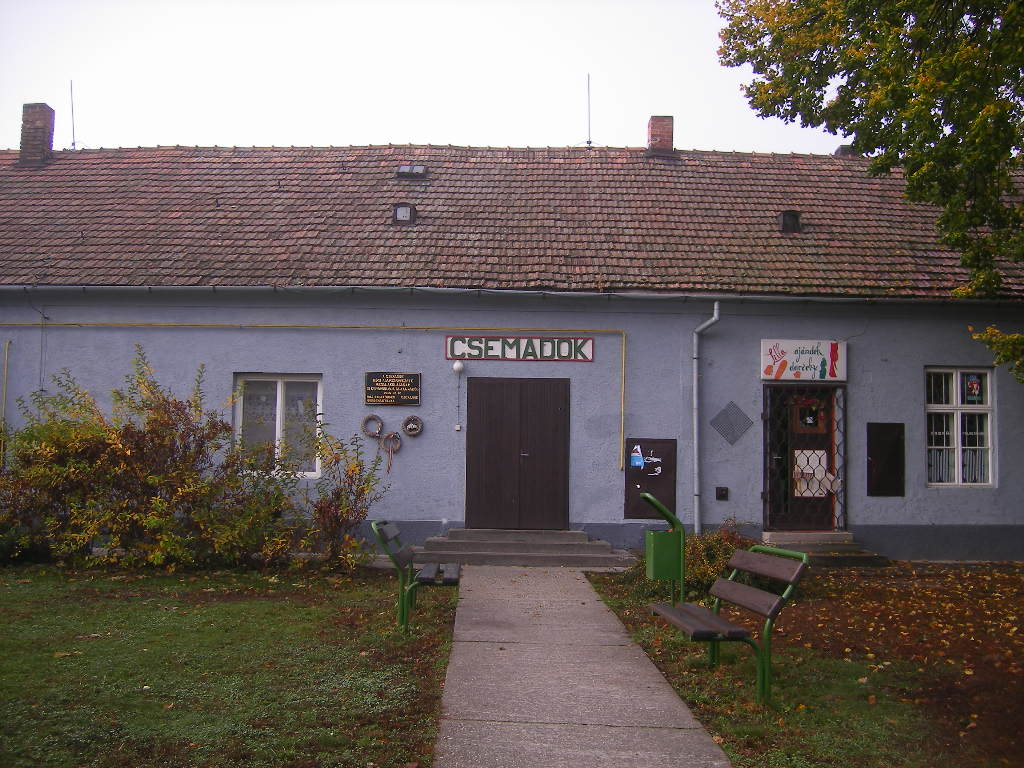
Az egykori Csemadok-székház
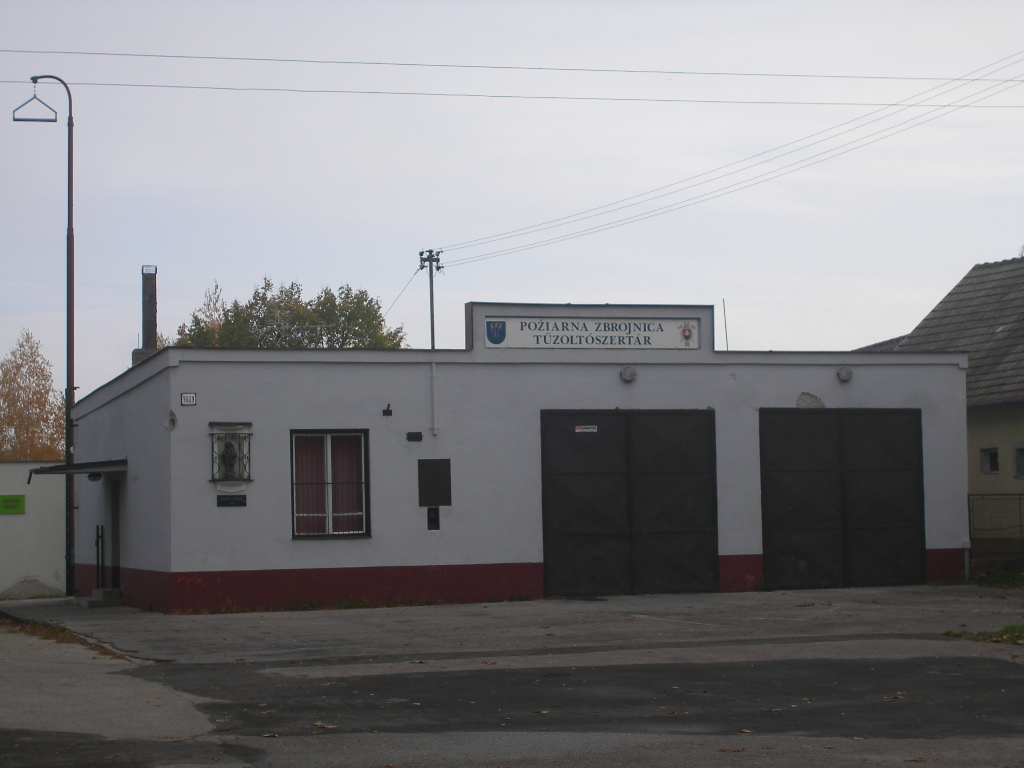
Az egykori tűzoltóság
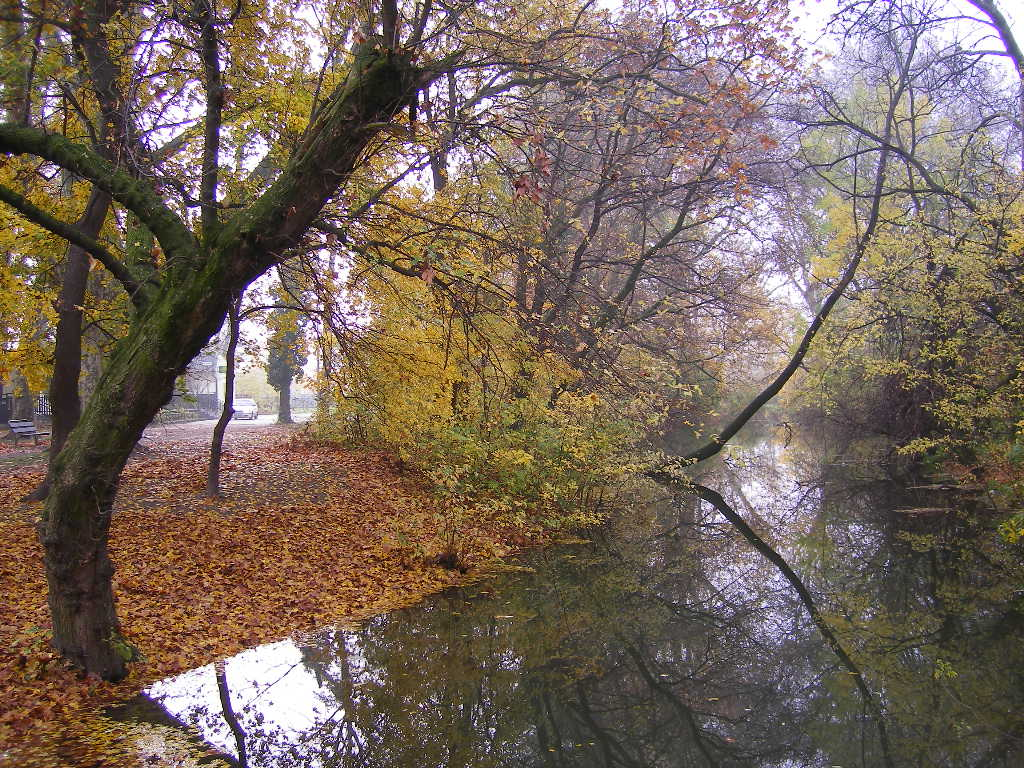
A Csiliz-patak a bősi kastélynál
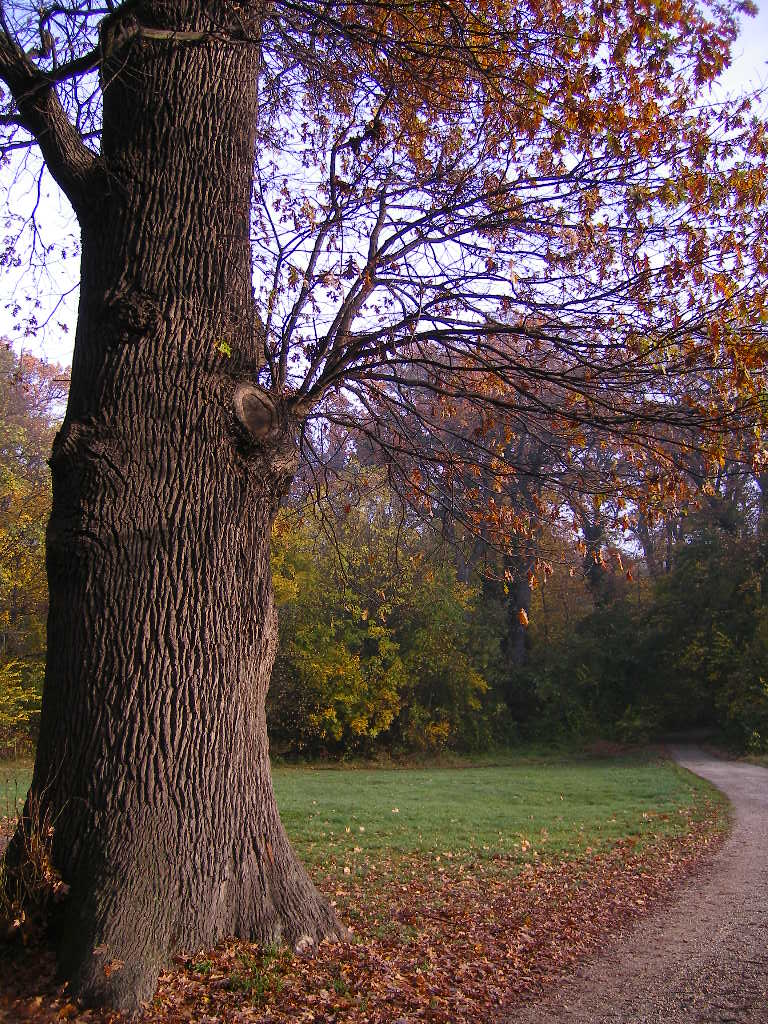
A bősi park
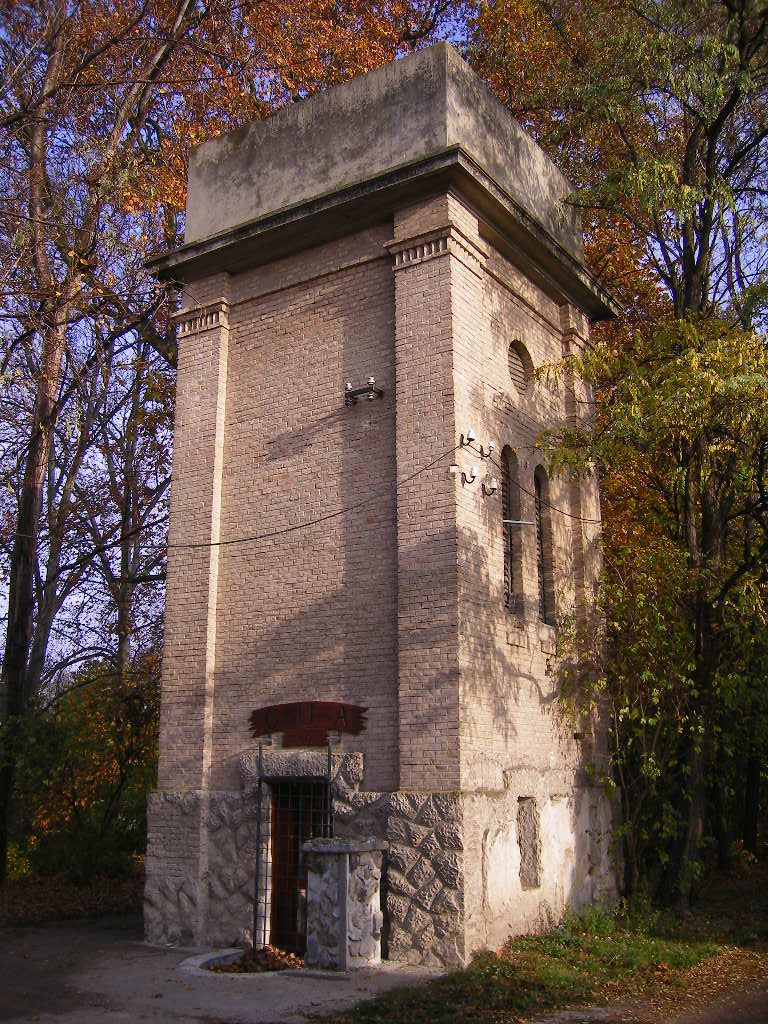
Régi víztorony
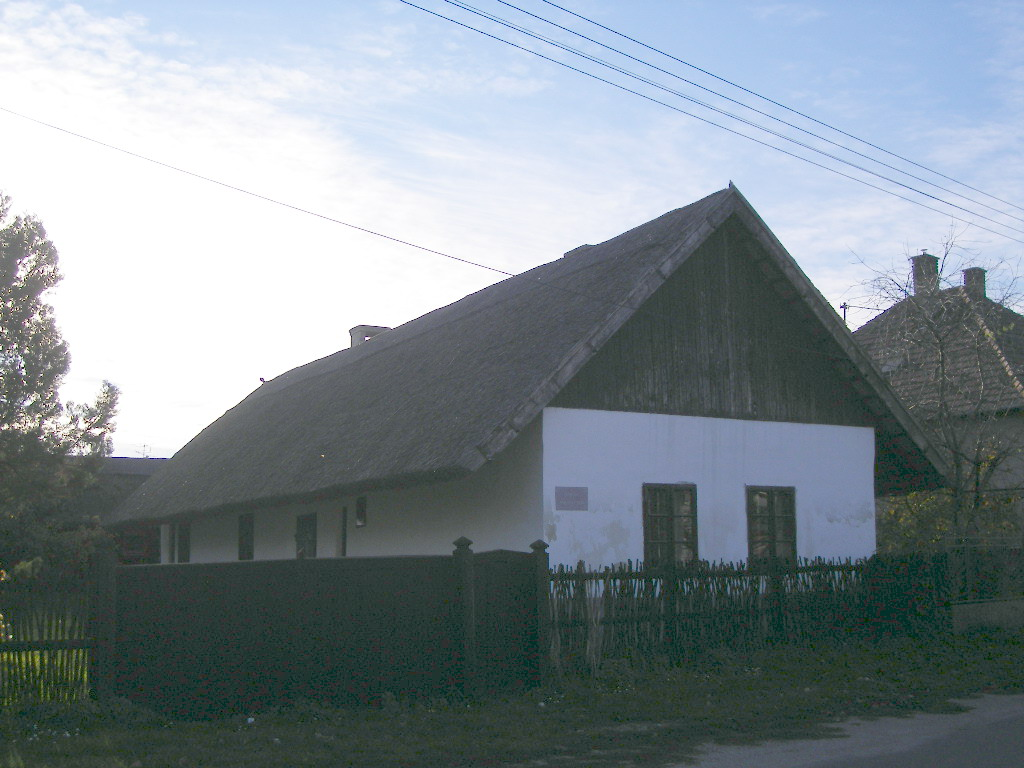
Tájház

## Híres emberek
- Itt született 1703-ban Amade László költő.
- Itt született 1760-ban Amade Antal magyar író.
- Itt szolgált Laib Rezső (1861-1930) gyógyszerész.

## Testvértelepülések
- Csíkszentmihály, Románia
- Enese, Magyarország
- Kondoros, Magyarország
- Nagymaros, Magyarország
- Pázmándfalu, Magyarország

## Lásd még
- Bős-nagymarosi vízlépcső